# Суховерко Рогволд Васильович
Рогволд Васильович Суховерко (рос. Рогволд Васильевич Суховерко; 30 жовтня 1941, Чистополь — 9 квітня 2015, Москва) — російський актор театру, кіно, радіо та дубляжу. Заслужений артист Росії (2002).

## Життєпис
Народився 30 жовтня 1941 у Чистополі. Закінчив школу-студію МХАТу у 1965 році. В тому ж році вступив до театру Современник. Також знімався в кіно і озвучував фільми та ігри. Він озвучив шерифа Гойта у фільмі жахів Техаська різанина бензопилою в російській озвучці. Але після тяжкої хвороби він майже втратив голос і більше не озвучував.
Рогволд Суховерко помер 9 квітня 2015 у Москві.